# Světový pohár v biatlonu 2025/2026
Světový pohár v biatlonu 2025/2026 bude 49. ročníkem světového poháru pořádaným Mezinárodní biatlonovou unií (IBU).
Hlavní událostí tohoto ročníku budou zimní olympijské hry v únoru 2026, pro které bude využit areál v Anterselvě, jedno z tradičních míst spojených s biatlonem.
Podle rozpisu začne sezona světového poháru 29. listopadu ve švédském Östersundu a skončí 22. března v norském Holmenkollenu. Jedním z podniků budou i závody v Novém Městě na Moravě v lednu 2026.

## Program
| Místo konání         | Datum konání                     | Sprint | Stíhací závod | Závod s hromadným startem | Vytrvalostní závod | Štafeta | Smíšená štafeta | Smíšený závod dvojic |
| -------------------- | -------------------------------- | ------ | ------------- | ------------------------- | ------------------ | ------- | --------------- | -------------------- |
| Östersund            | 29. listopadu – 7. prosince 2025 | ●      | ●             |                           | ●                  | ●       | ●               | ●                    |
| Hochfilzen           | 8.–14. prosince 2025             | ●      | ●             |                           |                    | ●       |                 |                      |
| Annecy               | 15.–21 prosince 2025             | ●      | ●             | ●                         |                    |         |                 |                      |
| Oberhof              | 5.–11. ledna 2026                | ●      | ●             |                           |                    | ●       |                 |                      |
| Ruhpolding           | 12.–18. ledna 2026               | ●      | ●             |                           |                    | ●       |                 |                      |
| Nové Město na Moravě | 19.–25. ledna 2026               |        |               | ●                         | ●                  |         | ●               | ●                    |
| Kontiolahti          | 2.–8. března 2026                |        |               | ●                         | ●                  | ●       |                 |                      |
| Otepää               | 9.–15. března 2026               | ●      | ●             |                           |                    |         | ●               | ●                    |
| Oslo-Holmenkollen    | 16.–22. března 2026              | ●      | ●             | ●                         |                    |         |                 |                      |
| Celkově              | Celkově                          | 7      | 7             | 4                         | 3                  | 5       | 3               | 3                    |